# Torringen
Torringen ist ein Ortsteil im Stadtteil Katterbach in Bergisch Gladbach.

## Geschichte
Die Siedlung Torringen ist eine mittelalterliche Hofgründung, die im späten 18. Jahrhundert bereits 11 Hofstellen umfasste. Im Urkataster ist sie im Bereich der heutigen Straße verzeichnet. Nach Hand mit 14 und Nußbaum mit 17 Hofstellen bildete Torringen den drittgrößten Weiler in der Gemeinde Paffrath. Erstmals wurde Torringen 1400 als zo Torlyngen erwähnt. Im Paffrather Roten Messbuch ist es als torhyngen verzeichnet. In der Frühen Neuzeit  findet man die Bezeichnungen Thuringen, Thöringen und die mundartliche Version Durring. Die heutige Schreibweise Torringen findet man erstmals 1758.

## Etymologie
Die älteste Schreibweise zo Torlyngen bedeutet im Mundartlich-Westfälischen zur Linden (tor Lyngen) und geht auf Paffrather Pfarrer zurück, die aus Westfalen gebürtig waren.